# Русинский язык в Закарпатье
Руси́нский язы́к в Закарпа́тье (также закарпатско-русинский язык, подкарпатско-русинский язык; самоназвание: русинськый язык, русинська бисїда/бисіда, самоназвание местных форм речи и создаваемой литературной нормы: пудкарпатськый варіант русинського языка) — один из языков, распространённых среди населения Закарпатской области Украины. Является региональной разновидностью карпаторусинского языка. Ряд исследователей, в частности, С. С. Скорвид рассматривает закарпатскую форму русинского языка, носители которой обладают региональным этноязыковым самосознанием, как особый «региональный язык». На Украине русинский де-юре признавался языком этнического меньшинства в 2012—2018 годах.
Согласно переписи населения 2001 года на Украине, русинский язык назвали родным 6725 человек. Между тем, по оценкам исследователей численность носителей русинского в Закарпатской области (вне зависимости от того, считают они русинский отдельным языком или диалектом украинского языка) составляет от 560 до 850 тысяч человек.
В течение последних тридцати лет предпринимаются попытки создания на закарпатском варианте русинского языка единой литературной нормы, изданы несколько грамматик (в 1999, 2005 и 2014 годах) и словарей. Тем не менее, к настоящему моменту языковой кодификации, которая бы признавалась всеми русинскими общественными организациями Закарпатья, не существует. Русинский изучается в частных школах один раз в неделю (в 2003 году организовано системное факультативное обучение), спорадически с 2005 года на русинском выпускается газета «Подкарпатський русин», еженедельно выходит получасовая передача на областном телевидении, транслируются радиопередачи, сравнительно регулярно на русинском издаётся печатная продукция — художественная, учебная и научная литература.
К особенностям, отличающим язык закарпатских русинов от других вариантов русинского языка, относят признаки, которые присущи в целом всему восточному карпаторусинскому диалектному ареалу. В их числе отмечаются наличие свободного (разноместного) ударения; распространение на месте гласной *о в новозакрытом слоге континуантов у и ÿ наряду с i (кунь, кÿнь, кiнь «конь»); сужение гласной /е/ в [и], а также переход /о/ в закрытый [ô] в позиции перед гласными і, у, ÿ и мягкими согласными (на кôнi «на коне»; динь «день»); наличие окончания -оў у имён и местоимений женского рода в форме творительного падежа единственного числа: жоноў «женой», доброў «хорошей», мойоў «моей»; распространение окончаний форм глаголов 3-го лица настоящего времени преимущественно с мягкой согласной -т’ (ходить «ходит»; ходять «ходят»); переход j > в в формах глаголов 1-го лица единственного числа и 3-го лица множественного числа настоящего времени с основой на -а- (знаву «знаю», думавуть «думают»); распространение аналитических форм глаголов будущего времени единственного числа, образуемых при помощи личных форм глагола быти «быть» и инфинитива (буду робити «буду делать», будеш робити «будешь делать»); заимствования из украинского и русского языков (поїзд «поезд»), а также некоторые из локальных венгерских заимствований (дараб «кусок, штука»).
Как и в других региональных разновидностях русинского языка в закарпатском варианте используется кириллическое письмо (гражданская азбука). Спорадически также в 1990 годы применялось церковнославянское письмо. Общепринятых всеми русинскими авторами и организациями алфавита и орфографии в настоящее время нет.

## Лингвогеография

### Ареал и численность
На Украине, согласно переписи населения 2001 года, русинский язык назвали родным 6725 человек из 10 183 представителей русинской этнической группы, при этом 3156 русинов родным указали украинский язык. В Закарпатской области из 10 090 русинов (0,08 % от численности населения области) назвали родным русинский язык 6724 человека (66,64 % от общей численности этнической группы), а украинский — 3115 человек (30,87 % от общей численности этнической группы), ещё 2,5 % русинов назвали родными другие языки. Наибольший процент жителей Закарпатья, назвавших себя русинами и заявивших о родном русинском языке, отмечен в Свалявском районе — 5,49 % и 4,64 % соответственно. При этом в селе Ганьковица Свалявского района русинский назвали родным свыше 90 % жителей. Наибольшее число русинов, которые назвали родным языком украинский, в процентном отношении представлены в городах (в Ужгороде — 47,5 %, в Хусте — 28,5 %, в Мукачеве — 24 %), наименьшее — в сельской местности.
В действительности, по мнению многих исследователей, число носителей карпаторусинских говоров на Украине намного выше, чем приводится в статистических данных, поскольку бо́льшая часть украинских русинов называет в переписях родным украинский язык, считая местные говоры частью украинского языка, а себя отождествляя в первую очередь с украинцами. Так, по данным справочника языков мира Ethnologue число говорящих по-русински в 2000 году на Украине достигало 560 тысяч человек. А по оценке В. И. Падяка 2015 года численность русинов в Закарпатье составляла до 850 тысяч человек (примерно 67—70 % от населения Закарпатской области) при 150 тысячах проживающих в области украинцев и 150 тысячах венгров. Русиноязычное население при этом являлось доминирующим большинством почти во всех районах области (исключение составляет крайне восточный регион Закарпатской области, население которого в этноязыковом плане отличается от остальных закарпатцев — относит себя к гуцулам или украинцам и использует в быту гуцульские говоры).
По данным В. И. Падяка, до 69 % закарпатских русинов составляют сельские жители.
По итогам переписи 2001 года на Украине численность русинов, назвавших родным русинский язык, составила в % (по муниципальным образованиям Закарпатской области):
| район, город областного подчинения | численность русиноязычных (%) | численность этнических русинов (чел.) | численность всего населения (тыс. чел.) |
| ---------------------------------- | ----------------------------- | ------------------------------------- | --------------------------------------- |
| Свалявский район                   | 4,64                          | 3049                                  | 55,5                                    |
| Мукачево                           | 2,02                          | 2185                                  | 82,3                                    |
| Ужгород                            | 0,96                          | 2138                                  | 117,3                                   |
| Хуст                               | 0,93                          | 421                                   | 32,4                                    |
| Перечинский район                  | 0,69                          | 384                                   | 31,8                                    |
| Мукачевский район                  | 0,38                          | 648                                   | 101,6                                   |
| Ужгородский район                  | 0,31                          | 444                                   | 74,4                                    |
| Берегово                           | 0,14                          | 56                                    | 27,2                                    |
| Иршавский район                    | 0,09                          | 167                                   | 100,9                                   |
| Великоберезнянский район           | 0,06                          | 79                                    | 28,0                                    |
| Виноградовский район               | 0,05                          | 132                                   | 117,9                                   |
| Воловецкий район                   | 0,04                          | 29                                    | 25,3                                    |
| Тячевский район                    | 0,03                          | 101                                   | 172,4                                   |
| Хустский район                     | 0,03                          | 165                                   | 96,6                                    |
| Береговский район                  | 0,02                          | 21                                    | 53,8                                    |
| Межгорский район                   | 0,01                          | 21                                    | 50,1                                    |
| Раховский район                    | 0,01                          | 14                                    | 90,8                                    |
| всего: Закарпатская область        | 0,54                          | 10 090                                | 1258,3                                  |

| город, село, сельская рада                 | численность русиноязычных (%) (от 0,25 % и выше) | численность всего населения (чел.) |
| ------------------------------------------ | ------------------------------------------------ | ---------------------------------- |
| Ганьковицкий сельский совет/Ганьковица     | 90,54                                            | 517                                |
| Нелепино                                   | 22,34                                            | 3534                               |
| Нелепинский сельский совет                 | 21,95                                            | 5004                               |
| Сасовка                                    | 21,81                                            | 1412                               |
| Ромочевица                                 | 20,36                                            | 560                                |
| Яковское                                   | 8,36                                             | 335                                |
| Залужский сельский совет                   | 7,33                                             | 1831                               |
| Плоское                                    | 6,76                                             | 1079                               |
| Березниковский сельский совет/Березники    | 5,50                                             | 3173                               |
| Новоселицкий сельский совет/Новоселица     | 4,88                                             | 491                                |
| Великие Лазы                               | 4,63                                             | 1423                               |
| Дубриничи                                  | 4,32                                             | 2141                               |
| Жборовцы                                   | 4,18                                             | 334                                |
| Дубриничский сельский совет                | 3,80                                             | 2436                               |
| Плосковский сельский совет                 | 3,70                                             | 2893                               |
| Великолазовский сельский совет             | 3,64                                             | 1839                               |
| Поляна                                     | 3,53                                             | 3239                               |
| Русское (Руське)                           | 3,49                                             | 903                                |
| Полянский сельский совет                   | 3,10                                             | 3632                               |
| Стройное                                   | 3,04                                             | 2724                               |
| Чоповцы                                    | 3,00                                             | 430                                |
| Стройненский сельский совет                | 2,86                                             | 3288                               |
| Родникова Гута                             | 2,69                                             | 483                                |
| Свалява                                    | 2,36                                             | 17145                              |
| Коноплёвцы (Кендерешов)                    | 2,18                                             | 595                                |
| Черник                                     | 1,95                                             | 564                                |
| Волчий                                     | 1,72                                             | 58                                 |
| Червенёво                                  | 1,69                                             | 1940                               |
| Залужье                                    | 1,58                                             | 1271                               |
| Завидовский сельский совет/Завидово        | 1,52                                             | 1647                               |
| Кинчеш                                     | 1,52                                             | 327                                |
| Голубинский сельский совет/Голубиное       | 1,47                                             | 2694                               |
| Заречовский сельский совет/ Заречово       | 1,45                                             | 2279                               |
| Невицкинский сельский совет/Невицкое       | 1,36                                             | 1028                               |
| Лалово                                     | 1,35                                             | 965                                |
| Турья Быстрая                              | 1,24                                             | 1447                               |
| Чабин                                      | 1,19                                             | 168                                |
| Сусково                                    | 1,16                                             | 1466                               |
| Родниковский сельский совет                | 1,12                                             | 1345                               |
| Турье-Быстровский сельский совет           | 1,11                                             | 1609                               |
| Добрянский сельский совет/Добрянское       | 1,11                                             | 2714                               |
| Завосина                                   | 1,04                                             | 191                                |
| Анталовцы                                  | 1,04                                             | 1059                               |
| Каменица                                   | 0,95                                             | 1876                               |
| Ракошинский сельский совет                 | 0,92                                             | 7039                               |
| Соломоновский сельский совет/Соломоново    | 0,85                                             | 1342                               |
| Сусковский сельский совет                  | 0,83                                             | 2645                               |
| Каменицкий сельский совет                  | 0,83                                             | 2158                               |
| Лаловский сельский совет                   | 0,82                                             | 1589                               |
| Приборжавский сельский совет/Приборжавское | 0,78                                             | 3585                               |
| Холмок                                     | 0,76                                             | 1179                               |
| Барбово                                    | 0,74                                             | 948                                |
| Подгорб                                    | 0,74                                             | 406                                |
| Ялово                                      | 0,72                                             | 277                                |
| Нижнее Солотвино                           | 0,72                                             | 834                                |
| Павлово                                    | 0,65                                             | 770                                |
| Кленовец                                   | 0,62                                             | 1286                               |
| Лавки                                      | 0,62                                             | 1284                               |
| Баранинцы                                  | 0,62                                             | 1603                               |
| Перечин                                    | 0,61                                             | 7083                               |
| Керецкий сельский совет/Керецки            | 0,60                                             | 4289                               |
| Оноковцы                                   | 0,59                                             | 2237                               |
| Оноковский сельский совет                  | 0,54                                             | 2840                               |
| Ольховица                                  | 0,53                                             | 743                                |
| Глубокое                                   | 0,52                                             | 577                                |
| Задельское                                 | 0,48                                             | 414                                |
| Каменское                                  | 0,47                                             | 1456                               |
| Прислоп                                    | 0,47                                             | 843                                |
| Ракошино                                   | 0,46                                             | 3266                               |
| Ждениево                                   | 0,44                                             | 1120                               |
| Корытнянский сельский совет                | 0,44                                             | 2734                               |
| Кривский сельский совет/Крива              | 0,44                                             | 3023                               |
| Баранинский сельский совет                 | 0,43                                             | 3017                               |
| Русско-Комаровский сельский совет          | 0,43                                             | 2984                               |
| Пасека                                     | 0,42                                             | 1179                               |
| Макаровский сельский совет                 | 0,41                                             | 2701                               |
| Кайданово                                  | 0,41                                             | 1225                               |
| Воловица                                   | 0,40                                             | 249                                |
| Куштановица                                | 0,39                                             | 763                                |
| Минай                                      | 0,39                                             | 3088                               |
| Худлёвский сельский совет                  | 0,39                                             | 3865                               |
| Корытняны                                  | 0,38                                             | 1591                               |
| Ворочовский сельский совет/Ворочово        | 0,37                                             | 804                                |
| Домашин                                    | 0,36                                             | 507                                |
| Солочинский сельский совет/ Солочин        | 0,36                                             | 1205                               |
| Холмковский сельский совет                 | 0,35                                             | 6894                               |
| Верхняя Вызница                            | 0,34                                             | 1440                               |
| Старое Давыдково                           | 0,33                                             | 610                                |
| Ореховица                                  | 0,33                                             | 603                                |
| Холмецкий сельский совет/ Холмец           | 0,33                                             | 901                                |
| Прислопский сельский совет                 | 0,32                                             | 1235                               |
| Яблонов                                    | 0,31                                             | 637                                |
| Кушницкий сельский совет/ Кушница          | 0,30                                             | 4682                               |
| Малоберезнянский сельский совет            | 0,28                                             | 2436                               |
| Худлёво                                    | 0,28                                             | 1452                               |
| Каменсковский сельский совет               | 0,26                                             | 3081                               |
| Малый Берёзный                             | 0,25                                             | 1571                               |
| Верхневызницкий сельский совет             | 0,25                                             | 2006                               |
| Русские Комаровцы                          | 0,25                                             | 1573                               |

### Социолингвистические сведения

#### Статус
В отличие от других стран, в которых проживают русинские общины, на Украине русины официально не рассматриваются как самостоятельный народ — эксперты Национальной академии наук Украины относят русинов к «отдельной этнографической группе украинского этноса». Тем не менее, с 2012 по 2018 годы, согласно части 2 статьи 7 закона «Об основах государственной языковой политики» (2012), власти Украины признавали существование самостоятельного русинского языка (в тексте закона — «русинська мова»), который ранее рассматривался как одна из групп украинских говоров. Положения данного закона предусматривали получение статуса регионального языка для той или иной административной единицы (общины), в случае, если на её территории насчитывалось от 10 % и более носителей языка национального меньшинства. В число 18 языков, получивших возможность получения такого статуса, был включён и русинский язык. Решение по реализации норм закона «Об основах государственной языковой политики» было принято также на региональном уровне Закарпатским областным советом 21 декабря 2012 года в отношении венгерского, румынского и русинского языков как региональных на территории отдельных населённых пунктов Закарпатской области. Между тем, несмотря на полученный де-юре статус, де-факто русинский язык за время действия закона (в котором не был прописан механизм реализации прав языков национальных меньшинств) не получил от государственных структур поддержки ни в одной из областей, которые гарантирует Европейская хартия региональных языков (в образовании, в медиасфере, в издательской деятельности и т. д.). В 2018 году решением Конституционного суда закон «Об основах государственной языковой политики» утратил силу (фактически закон не действовал с начала 2014 года).
В целом стремление закарпатских русинов создать литературную норму на родном языке и использовать его в официальной сфере сопряжено с деятельностью русинских национально-культурных организаций, которые рассматриваются в рамках концепции «политического русинства» и находятся в условиях давления со стороны конфронтационно настроенных части закарпатского общества, а также общественных и государственных институтов современной Украины. Отчасти негативное отношение к развитию русинского языка со стороны украинского государства в целом и научного сообщества в частности, вызвала политическая деятельность части представителей русинской интеллигенции Закарпатья. По мнению В. И. Падяка, вместо работы, направленной на возрождение родного языка, как это происходит у словацких, польских или венгерских русинов, закарпатские русины, в частности, И. М. Туряница, П. И. Гецко, Д. Д. Сидор и некоторые другие, увлеклись политикой, призывая восстановить автономию Подкарпатской Руси.

#### Литературная норма
С самого начала возрождения карпаторусинского движения на протяжении трёх десятков лет в Закарпатье предпринимаются попытки разработать единую языковую норму русинского языка, включающую в том числе и общие для всех алфавит и правила орфографии. Но ни один из предложенных к настоящему времени языковых стандартов не был принят большинством представителей карпаторусинского общества. Причинами этого являются отсутствие единства среди общественных организаций закарпатских русинов (идейная, методологическая или возрастная несовместимость общественных деятелей, литераторов, а также авторов грамматик и словарей); отсутствие в Закарпатье явно престижной формы речи (городского койне или группы говоров); отсутствие публичных дискуссий среди авторов, занимающихся вопросами кодификации языка; отсутствие у них готовности к компромиссам и т. д.
Первой попыткой создания прескриптивной грамматики в Закарпатской области после 1944 года была разработка пособия «Русинськый язык: очерк комплексноi практичноi граматикы», изданного в 1992 году. Его авторами стали В. А. Сочка-Боржавин и И. Ю. Керча. В дальнейшем И. Ю. Керча продолжил работу над кодификацией русинского языка в соавторстве с М. И. Алмашием, В. И. Молнаром и С. Поповичем: в 1999 году авторский коллектив опубликовал грамматику «Материнськый язык: Писемниця русинського языка» (пробный вариант И. Ю. Керча и С. Попович подготовили в 1997 году и издали ограниченным тиражом примерно в два десятка экземпляров). Несмотря на издание грамматики, в которой были предложены общие для всех русинов языковые нормы, большинство закарпатско-русинских авторов продолжили следовать своим собственным языковым вариантам и правилам письма. А из авторов грамматики основ разработанной нормы в дальнейшем придерживался только И. Ю. Керча, реализуя их (с рядом изменений) в своём литературном творчестве и в работе над словарями. В 2005 году священник Д. Д. Сидор выпустил издание «Граматика русинського языка из Євангелієм от Матфея для русинôв Украйины, центральної Європы и Америкы» с параллельным переводом на английский язык. По мнению критиков указанная грамматика была написана на непрофессиональном уровне. Она также не нашла большого числа сторонников в закарпатско-русинском обществе. В 2013 году определённые языковые нормы были предложены Н. Печорой, которая при содействии В. И. Падяка разработала школьный учебник «Русинськый язык» (так называемую школьную грамматику) — эти нормы авторы предложили использовать в школьном образовании до появления общепринятой кодификации закарпатского варианта русинского языка. В 2014 году была издана ещё одна грамматика. Автором работы «Граматика русинського литературного языка» стала А. Мегела. В этом же году М. И. Алмаший в рамках работы над кодификацией русинского языка предложил новые орфографические нормы в издании «Правила русинського правописаня». Оба издания также не оказали значительного влияния на процесс формирования единых языковых норм в Закарпатье.
Важной частью будущей кодификации являются лексикографические работы последних лет И. Ю. Керчи, Ю. С. Чори, Д. И. Попа, М. И. Алмашия, М. М. Ухаля, И. В. Сабадоша и других авторов:
- И. Ю. Керча. «Словник русинсько-руськый. Русинско-русский словарь», в 2-х томах (2007);
- И. Сабадош. «Словник закарпатської говірки села Сокирниця Хустського району» (2008);
- Д. И. Поп. «Русинсько-украйинсько-руський и русско-украинско-русинский словарь» (2011);
- И. Ю. Керча. «Русско-русинский словарь. Словник русько-русинськый», в 2-х томах (2012);
- М. И. Алмаший. «Орфографично-орфоепичный словарь русинського языка» (2014);
- М. И. Алмаший. «Русинсько-російсько-украйинсько-латинськый словарь лінґвістичної термінолоґії» (2014);
- М. М. Ухаль. «Словник лінгвістичних термінів» (2015);
- Ю. С. Чори. «Словарь русинського языка», в 5-и томах (2013—2016);
- Ю. С. Чори. «Фразеолоґізмы русинського языка», в 6-ти томах (2015—2018).

В настоящее время над проблемой кодификации русинского языка в Закарпатье работают А. Мегела, Н. Печора, М. И. Алмаший и В. И. Падяк.
Единые языковые нормы сложились к настоящему времени только в системе русинского образования как рекомендации к существующим закарпатским грамматикам для учителей русинского языка. Они были разработаны В. И. Падяком и Н. Печорой в процессе создания учебников и пособий для так называемых народных русинских школ. Одним из нововведений в этих рекомендациях стало использование графем î и ô, которые школьники могут читать так, как принято в их родном говоре. Данный вариант письменного стандарта («школьная грамматика») считается одной из трёх наиболее перспективных основ будущей литературной нормы в Закарпатье наряду с бережским вариантом (в котором используется графема ÿ) и ужско-мармарошским вариантом (с графемой у на месте ÿ и ô в двух других системах).
Над нормой, в которой используется графема ÿ, с 2011 года ведёт работу коллектив, возглавляемый М. И. Алмашием. Основная деятельность по кодификации координируется лингвистической секцией при Закарпатском областном научно-культурологическом обществе имени Александра Духновича. Авторы представили в 2014 году четыре издания, которые предполагается сделать основой будущей литературной нормы: «Русинско-российско-украинско-латинский словарь лингвистической терминологии», «Орфографически-орфоэпический словарь русинского языка», «Грамматика русинского литературного языка» и «Правила русинского правописания».

#### Функционирование в устной форме
Русинский язык в его диалектной форме является в настоящее время основным средством бытового общения среди жителей сельской местности Закарпатья. Такая языковая ситуация сохраняется благодаря низкому проценту миграции в сёла иноязычного (главным образом, украиноязычного) населения. Более того, на русинские говоры переходят представители этнических меньшинств, живущие в русинских сёлах небольшими группами — цыгане, словаки, немцы. Между тем, отсутствие школьного образования и СМИ на русинском является основным фактором распространения украинского языка среди сельской молодёжи и её перехода к русинско-украинскому двуязычию и затем к украинскому одноязычию.
Помимо сёл русинский как язык устного бытового общения широко распространён в малых городах Закарпатской области, в таких, как Великий Березный, Перечин, Межгорье (Воловое), Виноградов (Севлюш), Иршава, Хуст, Тячев и других. При этом функции языка администрации в этих городах выполняет украинский язык, который доминирует в публичной сфере как в письменной, так и в устной формах. При общении лиц разных этноязыковых групп одинаково может использоваться и русинский, и украинский. В больших городах во всех сферах общественной жизни и отчасти в устном бытовом общении преобладает украинский язык, что связано с переселением после Второй мировой войны в крупные города Закарпатья жителей из других регионов Украины, прежде всего, из Западной. Наибольший процент украиноязычных при этом отмечается в Ужгороде. В Мукачеве в сфере межэтнического общения доминирует русский язык, а украинский преобладает в работе официальных учреждений.

#### Музыкальное творчество
Русинский язык в Закарпатской области является языком песенного творчества как фольклорных коллективов, так и исполнителей современной музыки. Традиции песенного фольклора у русинов имеют долгую историю — исполнение русинской народной музыки на сцене не прерывалось и во времена вхождения Закарпатья в СССР. Фактически, фольклор был единственной частью публичной сферы, в котором русинский не был запрещён. В то же время песни, музыка и танцы русинских народных коллективов по идеологическим соображениям представлялись в советский перриод как «западноукраинские». В современном Закарпатье народная музыка звучит на радио и в телепередачах, на концертных площадках, в том числе и во время проведения разного рода фольклорных фестивалей, на праздничных и иных торжественных мероприятиях областного или регионального масштаба. Музыка фольклорных ансамблей или отдельных исполнителей в том или ином формате записи продаётся сравнительно большими тиражами. Фольклорные группы, исполняющие русинские песни, имеются в каждом районном доме культуры. К наиболее известным народным коллективам в наше время относят такие ансамбли, как «Руснакы», «Гудацька тайстра», «Гудакы», «Иршава», «Ужгород», «Лемкiвчанка», «Бетяры», а также государственный Закарпатский народный хор. Кроме этого, на русинском исполняют современную популярную музыку в стилях поп-фолк или фолк-рок такие группы, как «Рокаш (Rock-H)», «Чаламада», «Триставiсiм», «Вандор», «Марина и компанія» и другие.

#### СМИ
В печатных и электронных СМИ русинский язык представлен фрагментарно и нерегулярно. На русинском языке выпускается получасовая телевизионная передача «Русинська родина» один раз в неделю. В этой передаче сочетаются разноплановые информационно-познавательные, культурно-просветительские, музыкальные, исторические и другие сюжеты, посвящённые жизни русинской общины в Закарпатье. «Русинська родина» выходит на канале «UA: Закарпаття» Закарпатской региональной дирекции (областного филиала Национальной общественной телерадиокомпании Украины), бывшей Закарпатской областной государственной телерадиокомпании (ЗОГТРК) в рамках редакции программ на шести языках национальных меньшинств (помимо русинского также выходят получасовые передачи на словацком, румынском, венгерском, немецком и цыганском). По субботам также выпускается общая программа, в которой даются сюжеты на каждом из шести языков по 5 минут. Начиная с основания программы её ведущей и редактором является В. Кобулей. Радиопередачи на русинском транслируются станцией «Радіо Подкарпатськых Русинов».
Периодическая печать на русинском долгое время была ограничена изданием газеты «Подкарпатський русин», которая выходит нерегулярно с 2005 года и распространяется только среди активистов русинских организаций (издание газеты изначально задумывалось с периодичностью один раз в два месяца на четырёх или восьми полосах). При этом материалы чаще всего печатаются по-украински, для русинского (а также и для русского) языка отведена только небольшая часть газеты. Также на русинском с 2016 года Закарпатским областным научно-культурологическим обществом имени Александра Духновича издаётся журнал «Отцюзнина» (4 номера в год). Кроме этого, на русинском выпускается онлайн-издание «іҐазета». Ранее, в 1997—2001 годах литератор и общественный деятель И. Ю. Петровций издавал газету «Русинська бисїда» (всего было выпущено 15 номеров). В 1996—2001 годах под редакцией священника Д. Д. Сидора издавалась православная газета «Християнська родина», часть статей в которой печатались на русинском языке. Также частично материалы на русинском были представлены в 1990-е годы в газетах «Русинська газета», «Подкарпатська Русь» и «Отчий храм», которые выходили «от случая к случаю» (позднее в газете «Подкарпатська Русь» издатели полностью перешли на русский и украинский языки).
Интернет на закарпатско-русинском представляет портал Rueportal.eu. Также блоги на русинском и о русинском появляются в последнее время на веб-сервисе YouTube, русинский представлен в таких социальных сетях, как Facebook и ВКонтакте.

#### Образование
По оценкам 2015 года в Закарпатье число русиноязычных детей школьного возраста достигает порядка 115 тысяч. При этом образование на русинском или преподавание русинского языка как предмета в Закарпатской области на государственном уровне не поддерживается. Изучение русинского языка спорадически проводится в воскресных школах, которые существуют на средства частных лиц или общественных организаций. В 2002 году первые русинские воскресные школы в Закарпатье — два русинских класса в Свалявском районе — открыли Д. И. Поп и В. В. Сарканич. Годом позже, в 2003 году была начата работа системы так называемых народных русинских школ, которую согласился финансировать в течение 10 лет до 2013 года канадский меценат С. Чепа. На базе общеобразовательной государственной школы были организованы по согласованию с дирекцией и по желанию родителей классы с 1-го по 4-й или с 1-го по 5-й, в которых один раз в неделю проводились занятия по русинскому языку, по географии Подкарпатской Руси, а также по истории и культуре подкарпатских русинов (4 урока в неделю). В частности, в 2007 году отмечался максимальный охват школ и учащихся: обучение проводилось в 40 школах, число учащихся при этом составляло 900 школьников. С 2013 года система народных школ осталась без финансирования, последний выпуск состоялся в 2017 году. В процессе обучения использовались учебники и пособия М. И. Алмашия («Слово за словом: практична граматика русинського языка», 2004 и «Живоє слово: читанка для русинської недільної школы», 2004) и П. Р. Магочи («Наша Отцюзнина: Історія карпатськых русинув», 2005 и «Народ нывыдкы: ілустрована історія карпаторусинув», 2007). Ввиду отсутствия у закарпатских русинов единого письменного стандарта для школьников были разработаны рекомендации и дополнения к существующим русинским грамматикам, на основе которых были написаны два учебника: «Літературный кошичок» (В. И. Падяк, 2012) и «Русинськый язык» (Н. Печора, 2013).

#### Научные организации
Первой и единственной организацией на территории современной Закарпатской области, которая занималась изучением русинского языка, было Подкарпатское общество наук, учреждённое в 1941 году и просуществовавшее три года. Возглавлял общество И. А. Гарайда, автор «Грамматики руського языка». При обществе действовал отдел русинского языка и литературы.

### Диалекты
Карпаторусинские говоры в Закарпатской области представляют собой продолжение диалектного континуума украинского языка. Согласно традиционному взгляду, принятому в украинской диалектологии, закарпатско-русинский ареал рассматривается как территория распространения закарпатских (среднезакарпатских, подкарпатских, южнокарпатских, долинянских) говоров карпатской группы юго-западного украинского наречия.
Согласно утверждению словацкого исследователя Ю. Ванько, карпаторусинский ареал делится на две большие группы — западную (или северо-западную), включающую лемковские говоры в Польше и Словакии, и восточную группу, включающую закарпатские (среднезакарпатские) говоры и севернозакарпатские (бойковские) говоры, распространённые главным образом на Украине. Основная часть восточного карпаторусинского ареала представлена русинскими говорами Закарпатской области (западная часть восточных карпаторусинских говоров, а также переходные говоры между восточным и западным ареалом, размещены в Восточной Словакии и Юго-восточной Польше). Восточная диалектная область отделена от западной пучком изоглосс, который проходит в направлении с севера на юг по реке Лаборец. Основная изоглосса этого пучка — характер ударения: в восточных говорах ударение разноместное и подвижное как в украинском языке, а в западных говорах ударение фиксировано на предпоследнем слоге как в польском языке и в восточнословацком диалекте. Также и по другим диалектным элементам восточный ареал во многом сближается с украинским литературным языком и говорами его юго-западного наречия, а западный ареал — с западнославянскими языками.
Закарпатский (восточный карпаторусинский) ареал делится на четыре группы говоров, распределённых главным образом по речным долинам. В каждой из групп в свою очередь отмечаются более мелкие ареалы. К наиболее ярким диалектным признакам, по которым выделяются закарпатские группы говоров, относят различия континуантов этимологических гласных о, е в новозакрытом слоге:
- восточнозакарпатские (тересвянско-рикские, мармарошские или восточномармарошские) говоры (в долинах рек Тересва, Теребля, Шопурка и Рика): о > у, е > і, ‘у — кун’ «конь»; ôс’ін’ «осень», прин’ýс «принёс»;
- центральнозакарпатские (боржавские, бережские, надборжавско-латорицкие) говоры (в междуречье Боржавы и Латорицы, включая несколько сёл в Румынии): о > ÿ, е > і, у — кÿн’; ôс’ін’, прину́с;
- западнозакарпатские (ужские) говоры — включают ужские, или ужско-лаборецкие, и восточноземплинские говоры (в междуречье Латорицы и Ужа, включая приграничные с Украиной территории Словакии, в некоторых классификациях — вплоть до реки Цироха): о > у, е > і, ‘у — кун’; ôсін’, прин’ýс;
- севернозакарпатские (верховинские) говоры, которые могут рассматриваться как переходные к бойковским говорам (южные склоны Карпат): о, е > і — кін’; л’ід «лёд», прин’іс.

В верховинском ареале отмечаются некоторые из диалектных черт бойковских говоров, а в западноверховинском отмечают влияние лемковских говоров. В ужском ареале имеется ряд как бойковских, так и лемковских диалектных признаков. Особый диалектный тип на территории Раховского района Закарпатской области представляют гуцульские говоры, имеющие глубокие отличия от говоров закарпатско-русинского типа.
Все закарпатские говоры являются взаимопонимаемыми. Также носители закарпатских говоров могут без затруднения общаться с русинами Словакии, Польши и Венгрии.

## Письменность

### История
Письменность на закарпатском варианте русинского языка исторически развивалась на основе церковнославянского алфавита и гражданской кириллицы.
Основы правописания в начале XX века развиваются в работах Августина Волошина и Ивана Панкевича.
Одним из наиболее известных и широко распространённых алфавитов, созданных в Подкарпатской Руси до её вхождения в состав СССР, был алфавит И. А. Гарайды. Данный алфавит был опубликован в издании «Грамматика руського языка» (1941) (алфавит используется и в наше время, например, часть статей в русинской википедии написаны И. Ю. Керчей с использованием орфографии И. А. Гарайды):
| А а | Б б | В в | Г г | Д д | Е е  | Ж ж |
| З з | И и | І і | Й й | К к | Л л  | М м |
| Н н | О о | П п | Р р | С с | Т т  | У у |
| Ф ф | Х х | Ц ц | Ч ч | Ш ш | Щ щ  | Ы ы |
| Ъ ъ | Ь ь | Ѣ ѣ | Ю ю | Я я | Йо ё |     |

### Современное состояние

#### Особенности вариантов орфографии
В настоящее время на письме в закарпатском варианте русинского языка применяется гражданская кириллица. Изредка также встречаются тексты с использованием церковнославянского алфавита. Ввиду отсутствия письменных норм, единых для всех носителей русинского, количество букв в алфавите и элементы орфографии меняются от издания к изданию. А. Д. Дуличенко характеризует состояние правописания в Закарпатье как «графико-орфографический разнобой», а М. И. Алмаший — как «страшный хаос».
Практически для каждого автора, пишущего на русинском в современном Закарпатье, по мнению В. И. Падяка, характерна собственная система правописания, которая зависит от возраста автора (к какому поколению он принадлежит), от образования (наличия или отсутствия знаний в области лингвистики и филологии), от родного говора (с у-, i- или ÿ-произношением на месте этимологического о в новозакрытом слоге), от отношения к церковнославянской письменной традиции и т. п.
Старшее поколение русинских авторов, получившее образование в довоенное время, придерживалось этимологического принципа орфографии, используя при этом в своих текстах букву ҍ. Молодое поколение пишущих, не имеющее филологического образования, часто применяют фонетический принцип письма (пишут так, как произносят: один и тот же автор в одном тексте при этом может написать, например, зимлю и на земли). Современное поколение авторов как среднего, так и старшего возраста (И. Ю. Керча, В. И. Падяк, М. И. Алмаший и др.), отвергая этимологический принцип, ориентируется в своих работах на фонематически-морфологическое письмо.
Некоторые авторы обращаются в своих текстах к церковнославянской лексике (собраниє, заседаниє, правлениє и т. п.), заимствование которой в Закарпатье известно с XIX века. Примером таких авторов могут быть Д. Д. Сидор, В. А. Сочка-Боржавин, Л. И. Филип. Ряд авторов используют особые элементы орфографии. Например, представитель старшего поколения русинских писателей Р. Матола использует знак ы для обозначения гласных [о] или [уо] (свыю, истырія), знак г — для обозначения [g] и латинский h — для обозначения [ɦ] (hаврійил, hерман).
Также каждый автор старается в своей системе письма ориентироваться на родной говор. Выделяется, например, такой характерный признак закарпатских говоров, как рефлекс гласной о в новом закрытом слоге (обозначение которого на письме вызывает споры у закарпатских авторов):
- о > у (кунь «конь», нуч «ночь», но конї «кони», ночі «ночи») — в ужских и мармарошских говорах;
- о > і (кінь «конь», ніч «ночь») — в верховинских говорах;
- о > ÿ (кÿнь «конь», нÿч «ночь») — в бережских говорах.

Верховинский вариант произношения мог бы сблизить закарпатскую норму с пряшевской и лемковской, но он отвергается почти всеми русинскими авторами, поскольку одновременно с этим сблизит закарпатский с нормой украинского языка. Ужское и мармарошское у-произношение, которого придерживался на рубеже XIX—XX веков в своих текстах известный русинский учёный и писатель А. Годинка, было принято в первой закарпатской грамматике 1999 года Материнськый язык: Писемниця русинського языка (авторов М. И. Алмаший, И. Ю. Керча, В. И. Молнар и С. Попович). По мнению авторов грамматики мармарошские говоры являются наиболее распространёнными в закарпатском ареале как по числу носителей, так и по занимаемой территории, при этом бережское ÿ-произношение ими рассматривается лишь как вариант у-произношения. Между тем, появление грамматики не заставило отказаться бережских писателей от буквы ÿ. Она используется, например, в текстах И. Калинича и Ю. С. Чори, в грамматике Д. Д. Сидора, а у И. Ю. Петровция она представлена в виде латинского варианта ü (дüвка). Такие авторы, как В. С. Фединишинец и Й. И. Лемко продолжили использовать знак i. В. А. Сочка-Боржавин и И. Меденци в этой же позиции (не всегда последовательно) использовали графему о. Все возможные варианты написания контитуанта о в новозакрытом слоге представлены, например, в статьях газеты «Подкарпатський русин». Как альтернативу использования разных букв на месте о стали применять общий знак ў, затем ÿ, у и наконец ô: слово, записанное, например, как русинôв, носители разных говоров могут читать, как русинів, русинув или русинÿв.
К числу спорных моментов правописания относятся также:
- использование букв i или i/ї на месте этимологической ě (дідо, світ — во всех случаях или же дїдо — после парных мягких согласных, но світ — в остальных случаях)[100];
- использование или отказ от знака ъ (одни авторы считают её излишней, другие полагают, что её отсутствие усложняет произношение в словах, в которых на стыке префикса и основы после согласной следует йотированный гласный)[101];
- использование или отказ от графемы ё (у авторов, отказавшихся от использования буквы ё, её место занимают сочетания йо, ьо)[101];
- правило использования графемы ґ (в одних случаях применяется правописание типа термінологія, в других — термінолоґія и т. д.)[45];
- правило использования знака ь после согласной л (в одних случаях применяется правописание типа учителськый, в других — учительськый и т. д.)[45].

#### Варианты алфавитов
Современные наиболее известные варианты русинского алфавита в Закарпатье, опубликованные в следующих грамматиках, учебниках и словарях (с числом букв и особенностями буквенного состава):
- «Материнськый язык: Писемниця русинського языка» (М. И. Алмаший, И. Ю. Керча, В. И. Молнар, С. Попович, 1999) — 35 букв; отсутствует знак ъ, звук на месте о в новозакрытом слоге обозначается графемой у, используется графема ё;
- «Граматика русинського языка из Євангелієм от Матфея для русинôв Украйины, центральної Європы и Америкы» (Д. Д. Сидор, 2005) — 39 букв; отсутствует знак ъ, используются графемы ё, ҍ (наряду с ї) и ÿ (которую предлагается произносить как [у] или как [ÿ] в зависимости от говора читающего или пишущего русинский текст)[102]:

| А а | Б б | В в | Г г | Ґ ґ | Д д | Е е | Ё ё |
| Є є | Ж ж | З з | И и | І і | Ї ї | Й й | К к |
| Л л | М м | Н н | О о | П п | Р р | С с | Т т |
| У у | Ф ф | Х х | Ц ц | Ч ч | Ш ш | Щ щ | ы   |
| ь   | Ю ю | Я я | Ҍ ҍ | Ô ô | Ӱ ӱ | Î î |     |

- «Словник русинсько-руськый. Русинско-русский словарь» (И. Ю. Керча, 2007) — 36 букв; по числу и составу букв совпадает с пряшевско-русинским алфавитом, но в отличие от него имеет иную буквенную последовательность: графема и в алфавите И. Ю. Керчи расположена перед і (в пряшевском — после ї), а графема ы находится в конце алфавита после ъ и перед ь (в пряшевском — после и, также как и в лемковском и почти во всех вариантах закарпатско-русинских алфавитов — в одном ряду с графемами і, ї, и), континуант о в новозакрытом слоге обозначается графемой у, отличием от алфавита, представленного в грамматике «Материнськый язык», является введение дополнительного знака ъ[103]:

| А а | Б б | В в | Г г | Ґ ґ | Д д | Е е | Є є |
| Ё ё | Ж ж | З з | И и | І і | Ї ї | Й й | К к |
| Л л | М м | Н н | О о | П п | Р р | С с | Т т |
| У у | Ф ф | Х х | Ц ц | Ч ч | Ш ш | Щ щ | ъ   |
| ы   | ь   | Ю ю | Я я |     |     |     |     |

- «Словарь русинського языка» (Ю. С. Чори, 2013) — 35 букв; отсутствуют знаки ъ и ё;
- «Русинськый язык» (Н. Печора, 2013) — 36 букв; используются графемы ъ и ё, а также условные знаки î и ô, которые в алфавит не включены;
- «Граматика русинського литературного языка» (А. Мегела. 2014) — 34 буквы; отсутствуют знаки ъ и ё, звук на месте о в новозакрытом слоге обозначается знаком у[104] стр 10[105]:

| А а | Б б | В в | Г г | Ґ ґ | Д д | Е е | Є є | Ж ж |
| З з | И и | ы   | І і | Ї ї | Й й | К к | Л л | М м |
| Н н | О о | П п | Р р | С с | Т т | У у | Ф ф | Х х |
| Ц ц | Ч ч | Ш ш | Щ щ | Ю ю | Я я | ь   |     |     |

- «Правила русинського правописаня» (М. И. Алмаший, 2014) — 35 букв; отсутствуют знаки ъ и ё, звук на месте о в новозакрытом слоге обозначается знаком ÿ.

## История
Область распространения карпаторусинских говоров на территории современной Украины — районы Прикарпатья и Закарпатья являются исконными землями русинов. Восточнославянское население известно здесь как минимум с VI века. Принято считать, что закарпатские территории в то время занимало племя белых хорватов, также сюда переселялись выходцы из земель, населённых другими восточнославянскими племенами. В IX веке Закарпатье было включено в состав Великоморавской державы, в X—XI веках карпаторусинские земли находились в сфере влияния Киевской Руси, а с XI века Закарпатье вошло в состав Венгерского королевства, в составе которого оставалось по начало XX века. Относительная изоляция закарпатских говоров от остальных восточных славян в границах Венгрии привела, с одной стороны, к сохранению ряда архаичных черт (например, различения гласных фонем ы и и, возникших на месте праславянских *y, *ъ и *i), а с другой стороны — к появлению инноваций (например, к формированию по говорам на месте праславянских новозакрытых *о, *е гласных у, ÿ и i). Часть из таких явлений охватила все карпаторусинские говоры, часть — ограничилась только закарпатским ареалом. Длительные межъязыковые контакты русинов с носителями соседних языков привели к формированию в карпаторусинских говорах ряда общих языковых черт с западнославянскими диалектами и языками (нередко эти явления распространялись шире по всем говорам Западной Украины), а также к многочисленным лексическим заимствованиям из венгерского языка, отмечаемым прежде всего в словацком и украинском Закарпатье. В целом основные черты русинских закарпатских говоров сложились в конце XIV — в начале XVII веков.
Первые письменные памятники, в которых прослеживаются закарпатские диалектные черты, отмечаются уже с XV века. С принятием грекокатоличества в XVII веке в Закарпатье появляются тексты на народном языке: «Няговское Евангелие» в списках XVII—XVIII веков и другая церковная литература, народная проза, деловые тексты и т. д.
С XVIII века литературным языком Закарпатья становится церковнославянский язык, включивший некоторые местные диалектные элементы (эти черты, в частности, отражены в печатном издании катехизиса и церковнославянского букваря мукачевский епископ грек Й. де Камелиса 1699 года). В конце XVIII века — в первой половине XIX века языками письменности для русинов становятся также латинский и венгерский языки. На латинском писал Базилович, Иоанникий (и на церковнославянском), Довгович Василь (и на венгерском). Также на латинском были изданы «Славяно-русская грамматика» (Grammatica slavo-ruthena) М. М. Лучкая (1830), в которой описывался церковнославянский и отчасти народный язык закарпатцев, и «Русько-угорська или мадярська граматика» И. Ф. Фогорашия (1833). В целом история карпаторусинского языка Закарпатья этого и следующего периодов неразрывно связана с историей карпаторусинского соседних регионов — Пряшевщины и Лемковины, объединённых под властью Австро-Венгрии.
Во второй половине XIX века после революции 1848—1849 годов в Венгрии распространилось русинское национальное движение. Следствием этого стало развитие письменности и активизация поиска литературной нормы для русинов. Началось издание периодики, публицистической, художественной, научной и учебной литературы. С 1860 годов в письменности русинов преобладает русский литературный язык в карпаторусинской редакции. К русскому как литературном языку обращается значительная часть русинских общественных деятелей, включая А. Духновича и И. И. Раковского. Постепенно на основе церковнославянского, русского и карпаторусинских говоров в различных формах и вариантах сложился литературный язык, получивший название «язычие». Грамматики русского языка публикуют К. А. Сабова (1865) и Е. И. Сабов (1890), в 1881 году выходит «Русско-мадьярский словарь» А. А. Митрака. К концу XIX века в Закарпатье начинают шире распространяться идея создания письменности на основе местных карпаторусинских говоров и идея обращения к украинскому литературному языку. К народному языку обращается, в частности, Л. Чопей, издавший «Русько-мадярский словарь» (1883). В 1899 году выходит «Методическа грамматика карпато-русского языка для народныхъ школъ» А. И. Волошина (позднее он подготовил и издал несколько учебных пособий на русинском языке). Вместе с тем, с начала XX века русинские авторы Закарпатья всё чаще используют в своих работах венгерский язык. На рубеже XIX—XX веков отмечена массовая эмиграция носителей карпаторусинского из аграрно перенаселённого Закарпатья в США и Канаду, где они до второй половины XX века сохраняли свой родной язык, издавали карпаторусинские газеты, журналы и книги.
После распада Австро-Венгерской империи в 1919 году Подкарпатская Русь вошла в состав Чехословакии. В межвоенный период в Подкарпатской Руси продолжилась деятельность организаций, поддерживавших разные направления развития литературного стандарта: одна часть из них ставила своей целью создать собственный русинский литературный язык, другая — распространить среди русинского населения русский литературный язык, третья — распространить украинский литературный язык. Под властью Венгрии во время Второй мировой войны, с одной стороны, поддерживалось развитие «угрорусского языка», а с другой — началось проведение политики насаждения венгерского языка во все сферы жизни закарпатских русинов. Тем не менее, русинский язык имел до 1944 года статус официального языка в Подкарпатской Руси. Власти признавали местное закарпатское население как отдельную этническую общность — русинов. На русинском издавалась периодическая пресса, развивалось литературное творчество, печатались книги, велось обучение в школах, на сцене Угрорусского национального театра ставились пьесы. В 1941 году в Ужгороде было создано Подкарпатское общество наук, при его поддержке И. А. Гарайда издал «Грамматику русинского языка» («Грамматика руського языка»), на основе которой были написаны школьные учебники.
В период с 1944 по 1991 год, когда Закарпатье находилось в составе СССР, функции русинского языка были ограничены устным бытовым общением и песенным фольклором. Обучение и издание печатной продукции на русинском было прекращено. В научных публикациях русинский язык и русинский этнос практически не упоминались. Официальная наука придерживалась той точки зрения, согласно которой в Прикарпатье (как на Украине, так и в Словакии, Венгрии, Румынии и Польше) живут этнические украинцы (среди которых выделяются лемковская, бойковская и другие субэтнические группы), которые используют в быту закарпатские, бойковские и лемковские говоры юго-западного наречия украинского языка.
Начиная с 1989 года русины Закарпатья начинают создавать национально-культурные организации, одной из основных целей которых было провозглашено возрождение русинского языка. Представители русинской интеллигенции поставили перед собой задачи придать русинскому официальный статус, ввести русинский в школьное обучение, начать издание периодики и литературы. Для этих целей были разработано и издано несколько русинских грамматик, составлены словари. Но в условиях внутренних противоречий и отсутствия государственной поддержки возрождения языка не носит системного и последовательного характера, отдельные авторы и организации занимаются изданием периодики, школьным обучением, созданием поэзии и прозы, при этом каждый используют свои принципы графики, собственную орфографию и опирается на черты своего родного говора.

## Лингвистическая характеристика

### Фонетика и фонология

#### Гласные
Система вокализма закарпатской региональной формы русинского языка включает 7 гласных фонем (гласні). Гласные различаются по степени подъёма языка и по ряду, сопряжённому с наличием или отсутствием лабиализации (огубления):
| подъём         | ряд               | ряд               | ряд         |
| подъём         | передний          | средний           | задний      |
| подъём         | нелабиализованные | нелабиализованные | лабиализов. |
| -------------- | ----------------- | ----------------- | ----------- |
| верхний        | i                 |                   | у           |
| средне-верхний | и                 | ы                 |             |
| средний        | е                 |                   | o           |
| нижний         |                   | a                 |             |

Закарпатская система вокализма не отличается по составу и качеству от вокализма остальных русинских региональных разновидностей. Также 7 гласных выделяется в пряшевско-русинкой норме. В лемковской принято выделять 6 гласных, поскольку i и и трактуются как два варианта (аллофона) одной фонемы /i/.
Как и в других русинских идиомах в закарпатской представлена гласная ы (ниже по подъёму, чем ɯ (ɯ̞,), и выше по подъёму, чем ɤ (ɤ̝), сдвинутая в средний ряд — [ɯ̽]). Эта гласная может встречаться в словах в одинаковых позициях с гласной и, например, после твёрдых согласных, образуя такие минимальные пары, как бити «бить» — быти «быть»; мило «мило» — мыло «мыло»; ти «тебе» (краткая форма личного местоимения 2-го лица единственного числа в дательном падеже тобі) — ты «ты». Эта фонема отличает русинский не только от украинского языка, где она не представлена, но и от русского языка, в котором ы является аллофоном фонемы i и реализуется в речи как гласный среднего ряда верхнего подъёма ɨ.

#### Просодия
Для закарпатского диалектного ареала характерно свободное (разноместное) ударение, которое противопоставляется фиксированному парокситоническому ударению, отмечаемому в западных русинских говорах. При этом свободное ударение выбрано нормой в пряшевско-русинском языке, а фиксированное на предпоследнем слоге — в лемковском и южнорусинском языках.